# Ђорђе Вујков
Ђорђе Вујков (Тител, 19. август 1955) бивши је југословенски и српски фудбалер.

## Каријера
Играо је у дресу новосадске Војводине целу деценију, од 1973. до 1983. године. За клуб је одиграо 234 прволигашких утакмица у којима је постигао осам голова.
У иностранству је наступао за белгијски Локерен, шпански Кастељон и аустријски ДСВ Алпине, у коме је и завршио играчку каријеру.
За репрезентацију Југославије одиграо је четири утакмице. Дебитовао је 23. марта 1977. против СССР-а у Београду, од националног тима се опростио 5. октобра 1977. против Мађарске у Будимпешти. Био је члан младе репрезентације Југославије која је 1978. освојила Европско првенство до 21. године победом против некадашње Источне Немачке.

## Успеси
- Војводина
  - Митропа куп (1): 1976/77.